# 블랙힐스
블랙힐스(Black Hills)는 미국 사우스다코타주와 와이오밍주 경계에 있는 산지이다. 최고 지점은 2,207m의 블랙엘크피크다.

## 역사
적어도 기원전 7000년 경부터 인디언들이 흩어져 살고 있었다. 아리카라족이 1500년경에 도달했고, 그 이후엔 샤이엔족, 크로우족, 카이오와족, 포니족이 나타나 정착했다. 수족(다코타)가 18세기에 미네소타에서 와서 다른 부족을 몰아 내고 ‘헤사파’(HeSapa, 검은 산맥)이라고 명명하고, 자연 숭배에서 위대한 정령이 깃든 성지로 숭배했다.
원래 금맥에 대한 소문이 있었지만, 1874년에 커스터 장군이 블랙 힐스에 풍부한 금맥이 있다는 금 매장지를 발견하고 골드 러시가 일어났고, 이후 백인의 탐사에 의해 라라미 조약을 무시한 유입이 급증해 수족의 성스러운 땅 곳곳을 파괴해 나갔다. 그들이 만든 도로는 커스터 도로로 불렸고 성지 블랙 힐스를 보호하고자 하는 수족과 미국 정부군 간의 격렬한 싸움이 전개되었다.

### 라라미 조약

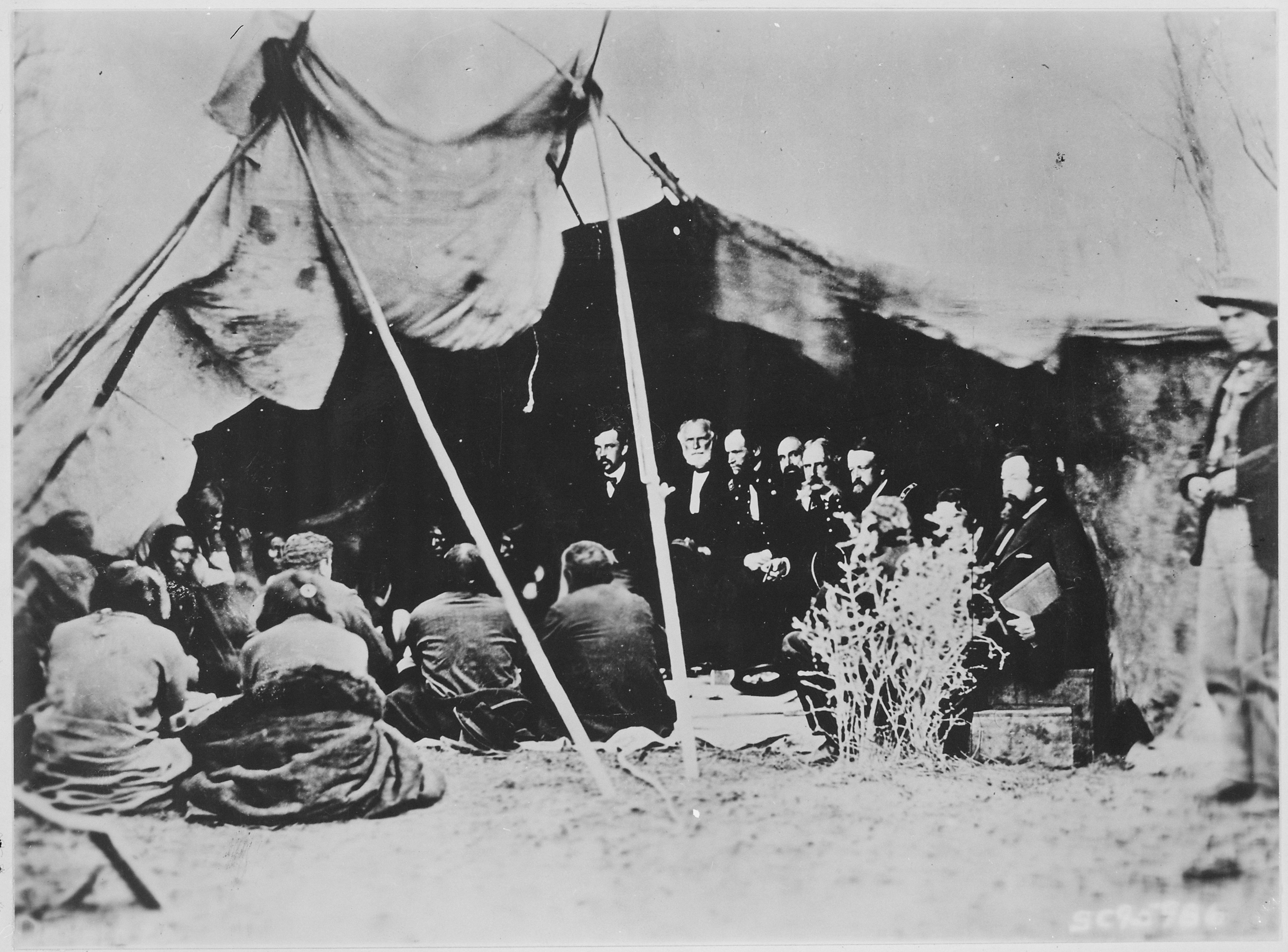
1868년의 라라미 요새 조약에 서명하는 윌리엄 테쿰세 셔먼과 수족

1868년의 라라미 요새 조약으로 백인 측은 블랙 힐스 일대는 "영원히 쑤족의 것이며, 사냥 장소이며, 백인의 출입은 금지된다"라는 문구를 바탕으로 이를 쑤족에게 다짐해 주었다. 그러나 금광이 발견되면서 미국 정부는 1876년 이 조약을 백지로 만든 블랙 힐스 전쟁을 벌였고, 1877년에는 블랙 힐스를 압류했다. 그러나 1876년 리틀빅혼 전투(Battle of the Little Bighorn)에서 커스터 장군과 제7 기병대가 전멸했다.
라라미 요새에서 조약된 문구는 "블랙 힐스는 태양이 빛나, 풀이 자라는 동안은 수족의 것이다"라는 모호하고, 추상적인 표현으로 쓰여져 있으며, "인디언이 그것을 가지고 싶을 때까지"라고 첨언되어 있다. 미국 정부는 이 문구를 비틀어 해석했다. 일대는 폭설 지대이며, 겨울이 되면 하늘은 흐린 날씨에 덮이기 때문에, "태양이 빛나지 않고", 대지는 두터운 눈에 덮여 "잔디가 나지 않는다"라고 주장했다. 이러한 선문답 같은 모호한 문구를 놓고 수족과 연방 정부는 반세기 넘는 법정 투쟁을 계속해 왔다. 20세기 수족의 장로 매튜 킹은 헤사파에 대해 다음과 같이 말하고 있다.
| “ | 백인들은 우리를 바보 취급하고 있다. 누군가가 당신의 집을 훔치러 와서 너를 걷어차 쫓고, 또 이렇게 말한다. "오, 미안 미안, 이건 나빴다, 어머, 너 집 대신 50센트나 받아!" 놈들은 인디언을 애취급하는 것인가? | ” |

1890년 12월 29일, 쑤족이 무장을 하려고 하자, 기병대는 운디드니 학살 사건을 벌인다.
1980년 6월 30일, 미국 대법원은 라라미 요새 조약 위반을 인정하고, 수족에게 당시 토지 시세인 1750만 달러에, 103년 간의 이자 1억 500만 달러의 지불을 연방 측에 요구했다. 연방 측은 이에 응할 자세이지만, 수족은 이를 단호히 거부했고, 이자 금액은 계속 누적되어 막대한 금액이 되었다. 즉, 블랙 힐스는 대법원도 인정한 백인에 의한 불법 점거한 땅이 되었다.

## 자원

### 지하자원
이 산맥에는 은이나 텅스텐, 주석, 석탄, 석유도 개발되고 있으며, 미국 과학 아카데미에 의해 "미국의 희생 지역 (National Sacrifice Area)"로 지정되어 있다. 5000톤의 매장 우라늄을 둘러싸고는 "테네시 계곡 개발 공사", "유니온 카바이드"," 쉐브론 ","아나콘다 (ARCO)", "브리티시 캐나다", "리오 아르곤 ", "와이오밍 광물(웨스팅 하우스) ", 등의 다국적 기업이 몰려들고 있다. 유니온 카바이드가 채굴권을 가지고 있는 크레이브 계곡에는 라코타, 수족의 신성한 바위가 있다. 그들 만이 알고 있는 우라늄의 매장양은 적어도 수천억 달러에 이를 것으로 추정되며, 블랙 힐스의 수십만 에이커를 덮고 있다.

### 관광자원
러시모어 산이나 크레이지 호스 메모리얼, 윈드 케이브 국립 공원 등의 국립 공원이 있으며, 관광지로도 유명하다.